# Kathryn Twyman
Kathryn Twyman (29 de marzo de 1987) es una deportista británico-canadiense que compitió en remo. Ganó una medalla de oro en el Campeonato Mundial de Remo de 2011 y una medalla de plata en el Campeonato Europeo de Remo de 2011.

## Palmarés internacional
| Campeonato Mundial | Campeonato Mundial | Campeonato Mundial | Campeonato Mundial  |
| Año                | Lugar              | Medalla            | Prueba              |
| ------------------ | ------------------ | ------------------ | ------------------- |
| 2011               | Bled (Eslovenia)   | Medalla de oro     | Cuatro scull ligero |
| Campeonato Europeo |                    |                    |                     |
| Año                | Lugar              | Medalla            | Prueba              |
| 2011               | Plovdiv (Bulgaria) | Medalla de plata   | Doble scull ligero  |